# プルプリン
プルプリン、パープリン (purpurin) または1,2,4-トリヒドロキシアントラキノン（英語: 1,2,4-trihydroxyanthraquinone）は、天然物の1種で、赤または黄色の染料である。セイヨウアカネ（西洋茜）の根に由来するアカネ色素に、アリザリンなどと共に含まれる。明るい茶色の粉末だがエタノールに溶かすと赤く、アルカリ性の水溶液に溶かすと黄色くなる。
別名にスモークブラウン G (Smoke Brown G)、ヒドロキシリザリン酸 (Hydroxylizaric acid)、ヴェランチン (Verantin)、C. I. 58205 がある。
堅牢な染料として綿の捺染に用いられる。また、様々な金属イオンと錯体を形成する。